# Araucaria biramulata
Araucaria biramulata är en barrträdart som beskrevs av J.T. Buchholz. Araucaria biramulata ingår i släktet Araucaria och familjen Araucariaceae. IUCN kategoriserar arten globalt som sårbar. Inga underarter finns listade i Catalogue of Life.